# Вишеград (Боснія і Герцеговина)
Ви́шеград (босн. Višegrad, серб. Вишеград) — місто й муніципалітет у Боснії і Герцеговині, на території політичного утворення Республіка Сербська. Місто стоїть на річці Дрина. Розташоване на шляху з Горажде і Устіпрачі в сербське місто Ужице. Неподалік міста розташована гора Варда.
Після боснійської війни за Дейтонськими угодами Вишеград увійшов до складу Республіки Сербської. Зараз це місце приваблює багатьох туристів[джерело?]. У місті є футбольний клуб «Дрина Вишеград».
Чисельність населення міста за переписом 2013 року склала 5 869 осіб, громади — 11 774 чоловік (1991 року — 21 199 осіб).

## Географія
Вишеград розташований на річці Дрина, частині географічної області Подриньє. Також є частиною історичної області Старі Влах; околиці міста історично називалися «Вишеградскі Старі Влах» — це етнографічний регіон, у якому населення було ближче до Ужице (на сербському боці річки Дрина), ніж навколишніх земель.

## Історія

### Середньовіччя

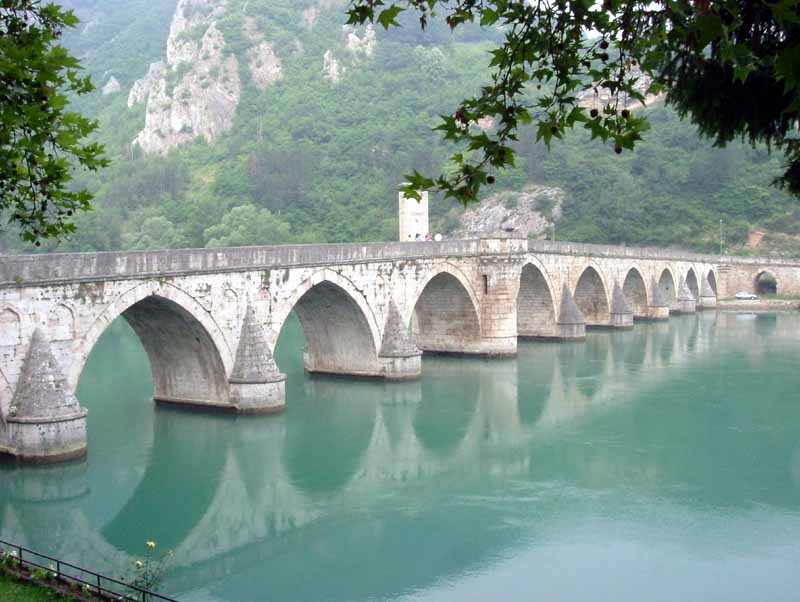
Міст через Дрину.

У Середньовіччі, у часи Стефана Немані, вся область, де сьогодні розташований Вишеград, стала частиною Сербської імперії. У середині XIV століття він був під владою сербського жупана Ніколи Алтамоновича. Тоді ці землі зайняв боснійський король Твртко I і приєднав до Боснійського королівства. Під час правління сербського імператора Стефана Душана (1331—1355) цим регіоном керував жупан Прібіл. Прібіл нібито заснував монастир Добрун між 1340 і 1343 роками. Сини Прібіла продовжували розбудовувати монастирський комплекс, розмалювали зовнішній притвор і скарбницю в північному боці 1383 року. Згідно з турецькими джерелами, 1454 року місто завоювала Османська імперія на чолі з Османом-пашою. Вишеград залишався під владою Османської імперії до Берлінського конгресу (1878), коли Австро-Угорщина взяла під свій контроль Боснію і Герцеговину.

## Османський період
Міст Мехмеда-паші Соколовича збудовано в 1571—1577 роках за наказом великого візира Османської імперії Мехмеда-паші Соколовича (боснійського серба за походженням) на початку шляху, що сполучав Боснію зі Стамбулом (відомого як Цареградська джада або Шлях до імператорського міста). Автор проєкту — видатний османський архітектор Сінан.
1875 року серби з району між Вишеградом і Нові-Пазар повстали і створили ополчення, яке 1876 року воювало на Ібарі.

## Визначні місця
- Міст Мехмеда-паші Соколовича. Міст занесений до списку Світової спадщини ЮНЕСКО, про нього написано роман «Міст на Дрині» Іво Андрича , нобелівського лауреата з літератури.
- Меморіал Іво Андрича.

## Визначні особи міста
- Мехмед Баждаревич (1960) — югославський і боснійський футболіст, що грав на позиції півзахисника, футбольний тренер
- Неджат Бранкович (1962) — прем'єр-міністр Федерації Боснія і Герцеговина
- Саша Станішич (1978) — німецький письменник боснійського походження
- Іво Андрич (1892—1975) — письменник, виріс у Вишеграді

## Галерея

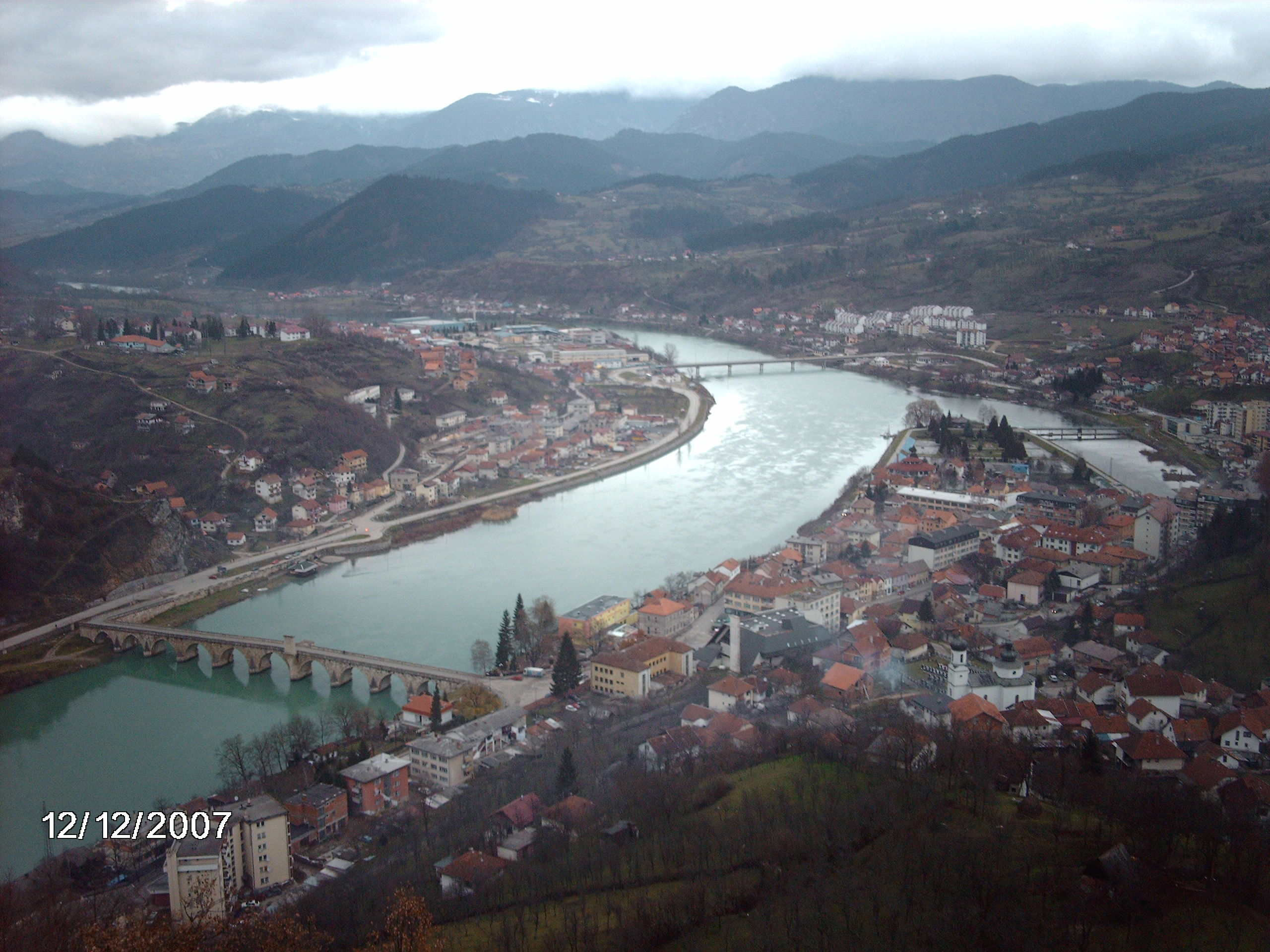
Вид на місто з гори Град
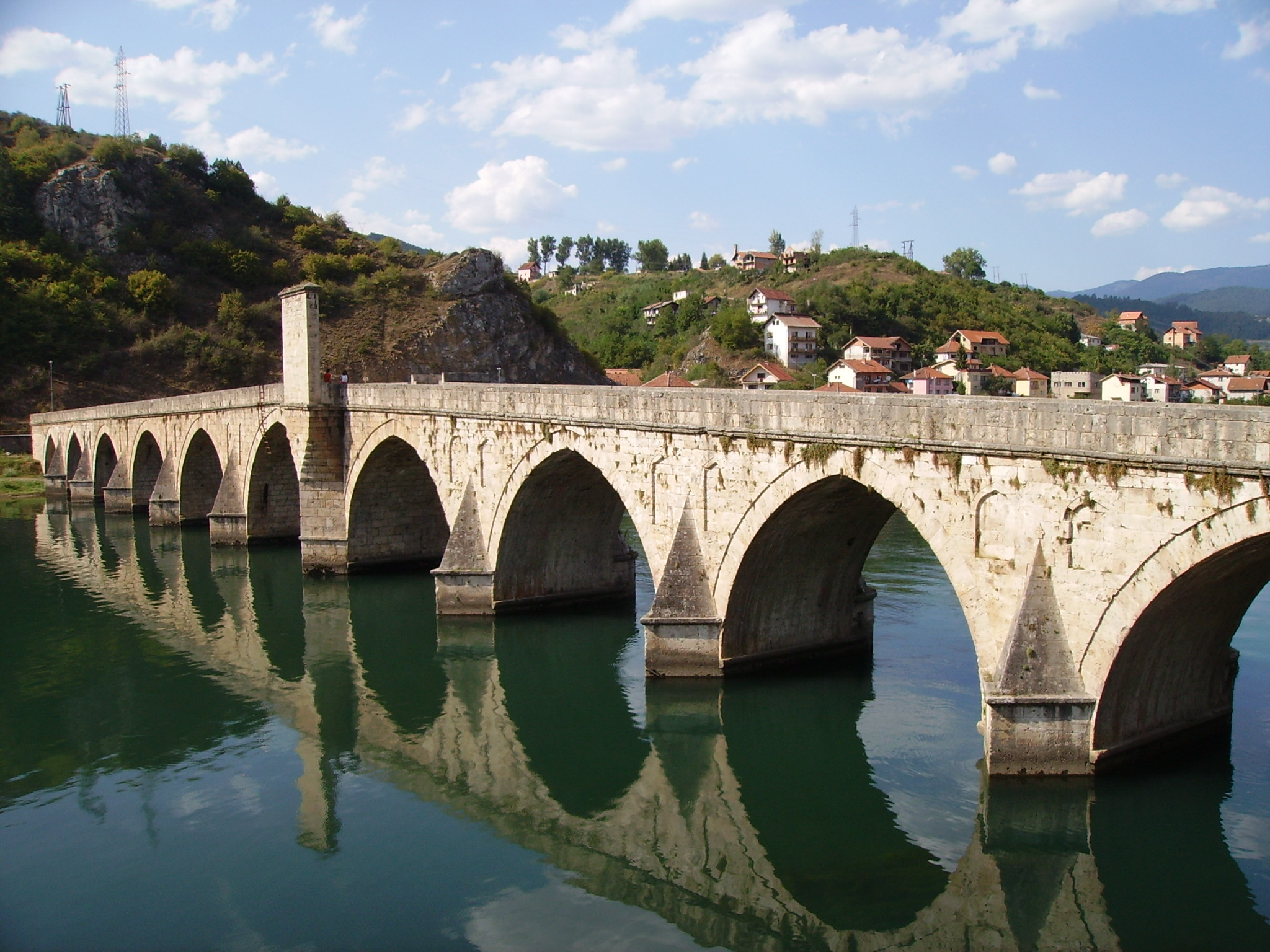
Міст Мехмеда Паші Соколовича
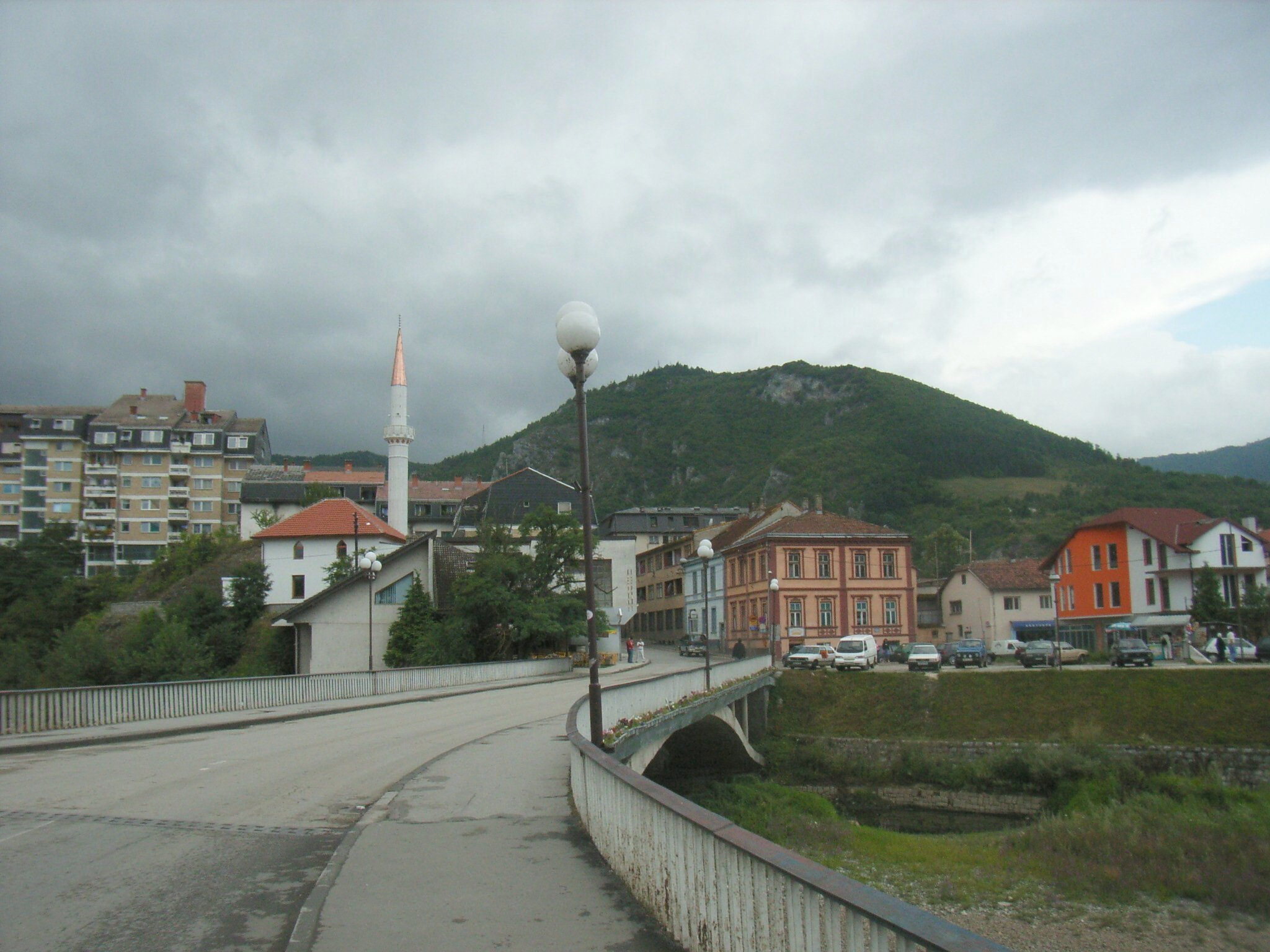
Мечеть у Вишеграді
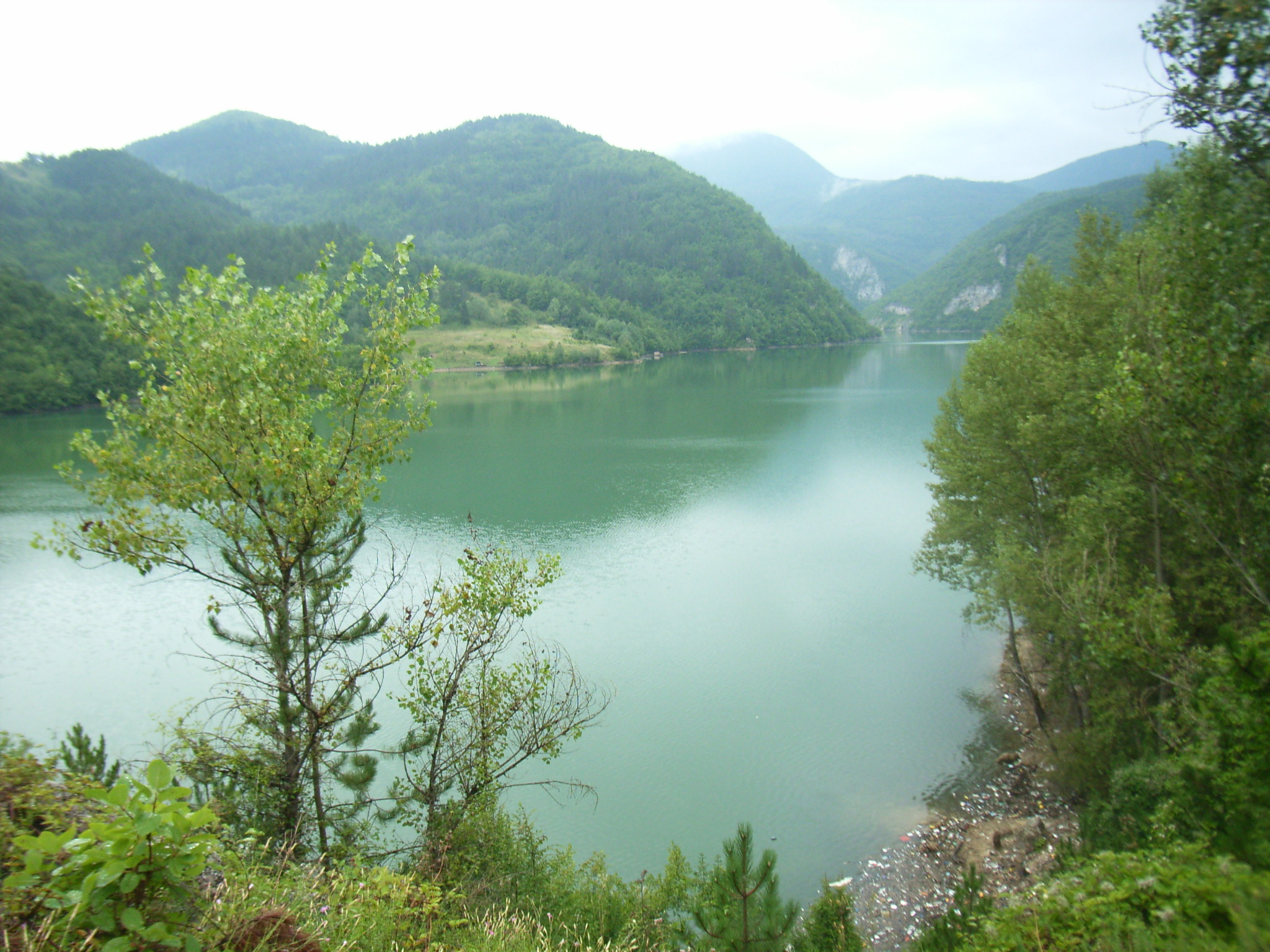
Водосховище на Дрині
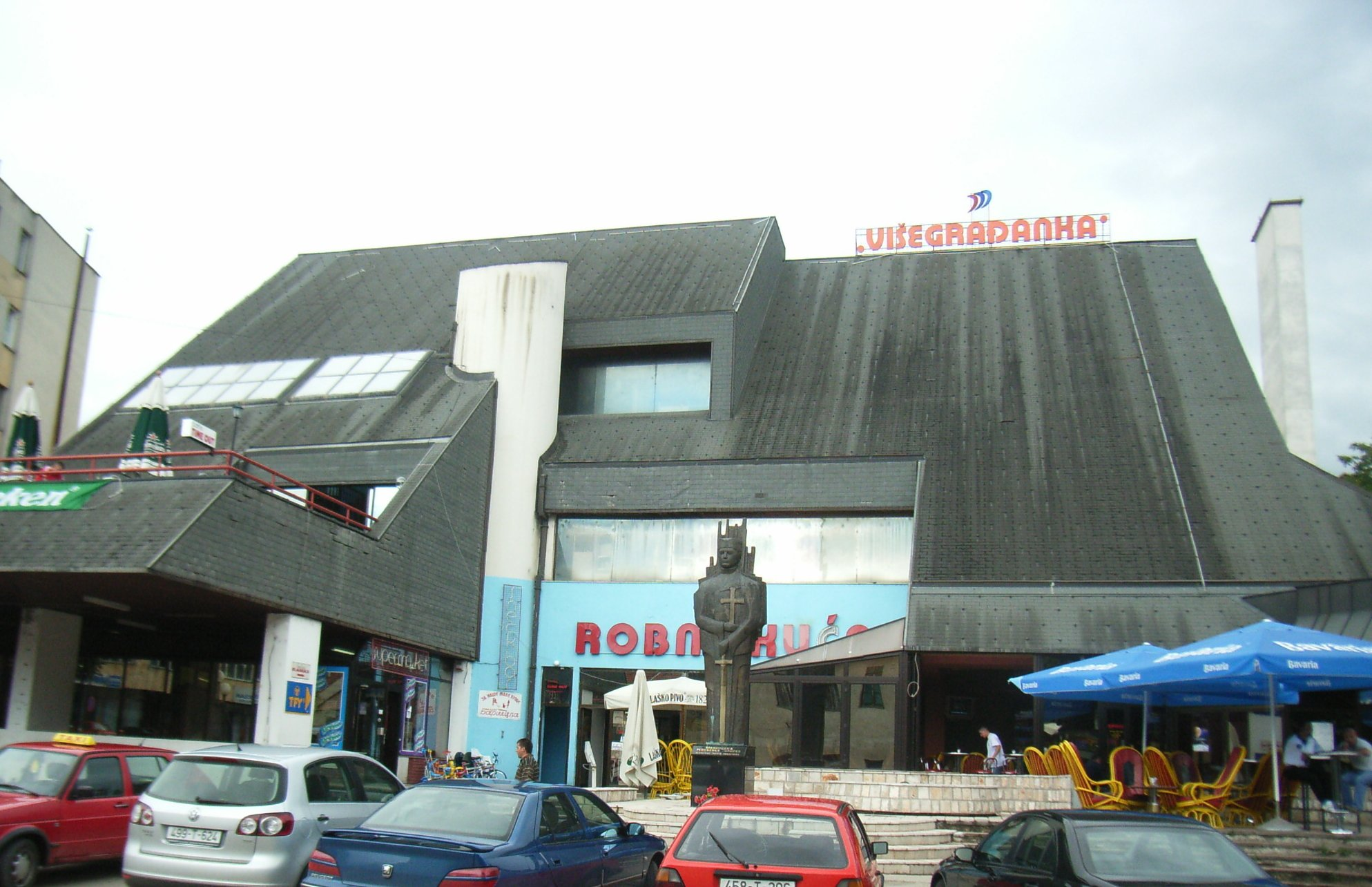
Універмаг в центрі міста
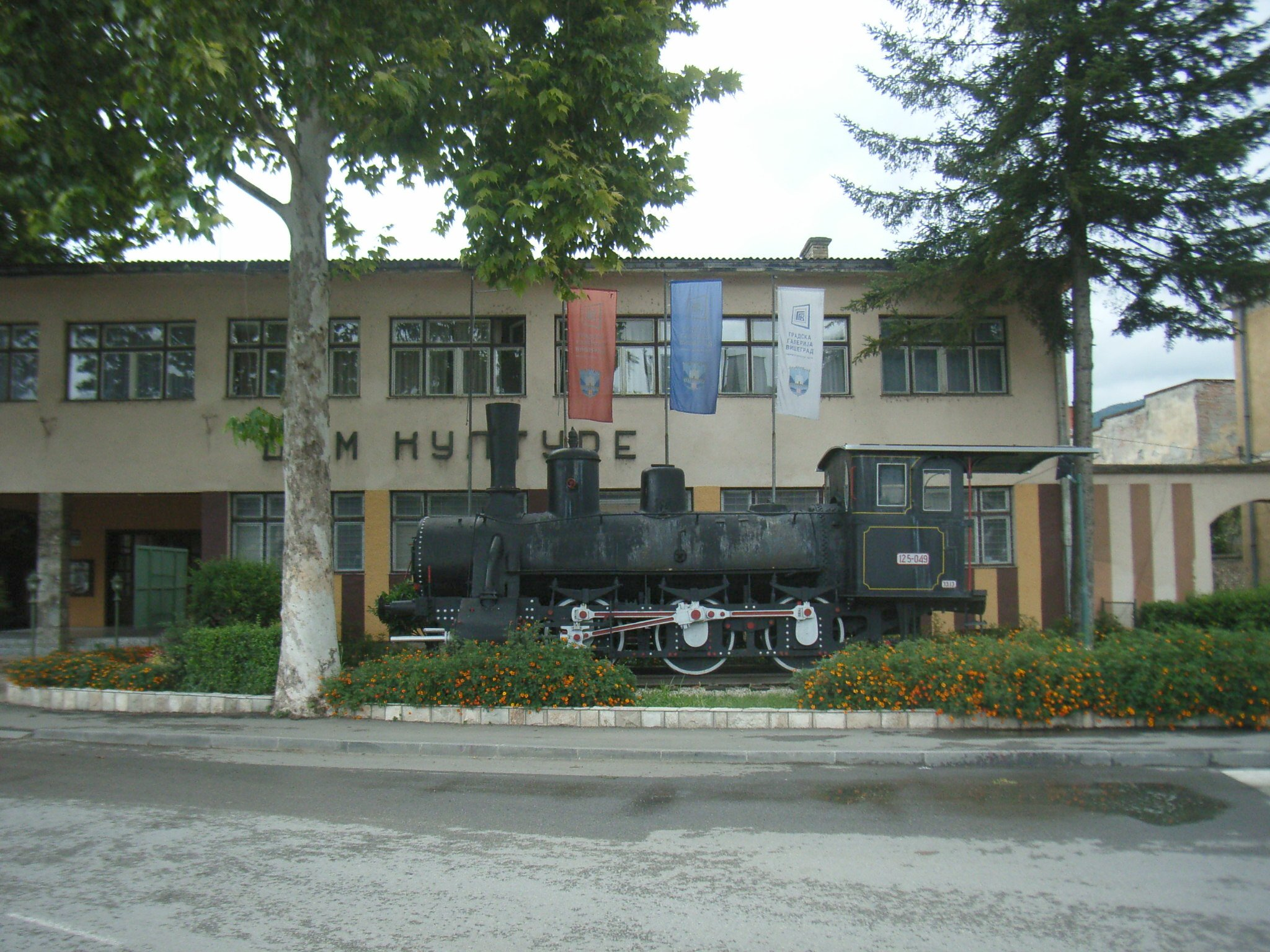
Дім культури